# Liga Mistrzyń UEFA

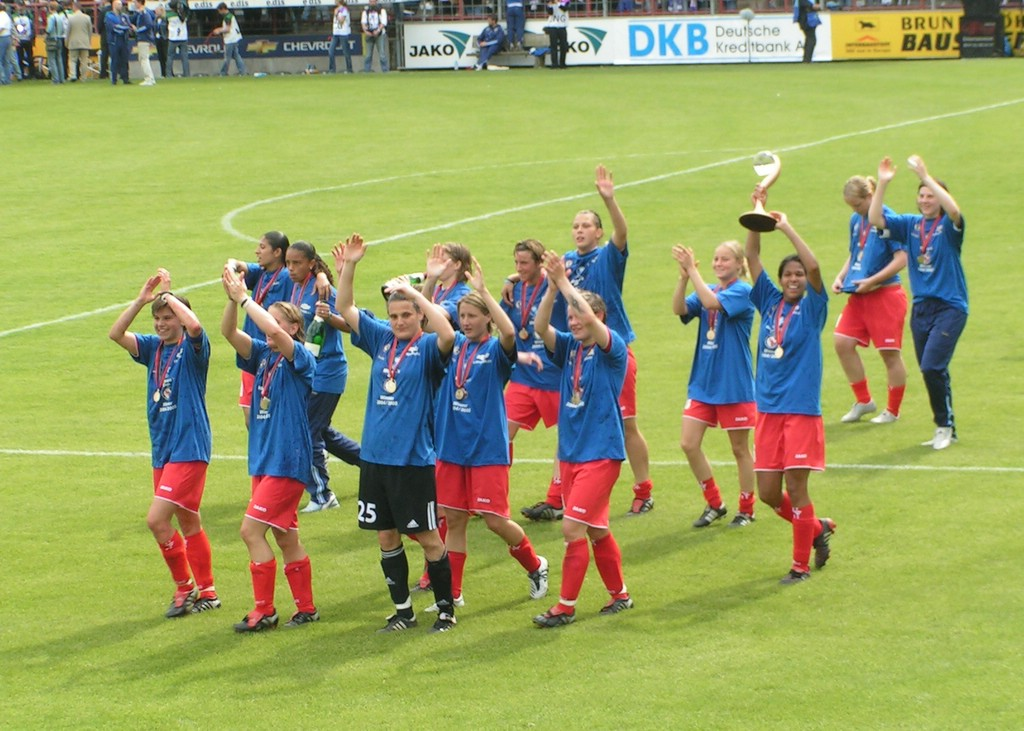
Zwyciężczynie Pucharu 2004/2005: Turbine Poczdam

Liga Mistrzyń UEFA (ang. UEFA Women’s Champions League) – klubowe międzynarodowe rozgrywki piłkarskie kobiet prowadzone przez UEFA, jako równoległe do męskiej Ligi Mistrzów utworzone w 2001 jako Women’s Cup, w obecnej formie od 2009. Od 2010 zwycięzca Ligi Mistrzyń bierze udział w klubowych mistrzostwach świata. Najbardziej utytułowanym klubem w rozgrywkach jest francuski Olympique Lyon, który zdobył puchar ośmiokrotnie.

## Historia rozgrywek
Mimo organizacji mistrzostw Europy od 1984 roku to pomysł zorganizowania klubowych rozgrywek piłkarskich kobiet wprowadzono dopiero pod koniec XX wieku. 23 maja 2000 roku podczas Komitetu Wykonawczego UEFA został przedstawiony wniosek organizacji takich rozgrywek. Pierwsza edycja rozgrywek odbyła się w sezonie 2001/2002 jako Puchar UEFA Kobiet. Uczestniczyło w niej 33 zespoły, które zostały mistrzami ligowymi w piłce nożnej kobiet. Turniej składał się z fazy kwalifikacyjnej ta dzieliła się jeszcze na dwie rundy oraz głównej fazy turnieju, która odbyła się w formie fazy pucharowej w trzech rundach: ćwierćfinałach, półfinałach oraz finale. W finale pierwszej edycji na stadionie Waldstadion zwyciężyła drużyna 1. FFC Frankfurt, która pokonała szwedzką drużynę Umeå IK.
Od drugiej edycji o klubowym mistrzostwie Europy decydował dwumecz. Pierwszym mistrzem w tej formule została szwedzka Umeå IK, która powtórzyła to osiągnięcie w kolejnym sezonie. W kolejnych dwóch edycjach zwyciężyły zespoły z Niemiec. Najpierw pierwszy tytuł w historii zdobył zespół 1. FFC Turbine Potsdam, a następnie zespół z Frankfurtu została pierwszym zespołem, który dwukrotnie sięgnął po tytuł mistrzowski. W sezonie 2006/2007 po raz pierwszy i jak dotąd jedyny zwycięzcom Ligi Mistrzów została angielska drużyna. Tytuł zdobyła londyńska drużyna Arsenal. W sezonie 2007/2008 po raz trzeci w historii mistrzowski tytuł zdobyła drużyna z Frankfurtu. Do tej pory żaden zespół nie zdobył tyle razy tego trofeum. Rok później do grona zwycięzców rozgrywek z Niemiec dołączyła drużyna FCR 2001 Duisburg. Zespół ten pokonał w dwumeczu rosyjską Zwiezdę-2005 Perm zwyciężając w pierwszym spotkaniu 6:0. Wynik ten jest rekordowym zwycięstwem w finałowym spotkaniu tych rozgrywek.
Od sezonu 2009/2010 najważniejsze rozgrywki klubowe w piłce nożnej kobiet odbywają się pod nazwą Ligi Mistrzyń UEFA. Oprócz mistrzów krajowych osiem najsilniejszych lig może zgłosić również swojego drugiego reprezentanta, czyli wicemistrza kraju. Ponieważ mistrz Ligi Mistrzyń bezpośrednio kwalifikuje się do kolejnej edycji to np. w sezonie 2009/2010 w rozgrywkach uczestniczyło trzy niemieckie zespoły. Ponadto powrócono do formatu finału z jednym decydującym spotkaniem.
W pierwszej edycji Ligi Mistrzyń zwyciężyła drużyna 1. FFC Turbine Potsdam, która w finale pokonała Olympique Lyon po serii rzutów karnych. Była to pierwsza w historii finałowych meczów taka forma wyłonienia zdobywcy pucharu. Rok później okazała się już najlepsza francuska drużyna, zostając pierwszym przedstawicielem tego państwa, która wygrała kobiecą wersję Ligi Mistrzyń. Rok później drużyna z Lyonu obroniła tytuł, zaś w sezonie 2013/2014 dotarła do finału, w którym przegrała z niemieckim debiutantem w tych rozgrywkach VfL Wolfsburg. W sezonie 2013/2014 po raz pierwszy w historii Ligi Mistrzyń w finale nie zagrał zespół Lyonu, który w ćwierćfinale przegrał z Turbine Poczdam. Tytuł po raz drugi z rzędu zdobyła drużyna Wolfsburga, zwyciężając w finale szwedzki Tyresö. Rok później po raz pierwszy w ramach Ligi Mistrzyń zwyciężyły zawodniczki z Frankfurtu pokonując w finale PSG. Od sezonu 2015/2016 rozgrywki zdominował francuski Olympique Lyon, który po trofeum sięgał pięć razy z rzędu. Dominacja Lyonu została przerwana w sezonie 2020/2021, kiedy to tytuł wywalczyły piłkarki FC Barcelony, pokonując w finale w szwedzkim Göteborgu londyńską Chelsea 4:0.

## Finały kobiecych rozgrywek o klubowe mistrzostwo Europy
Finały Pucharu UEFA Kobiet
| Sezon     | Miejsce                          | Data             | Gospodarz              | Gość                   | Wynik |
| --------- | -------------------------------- | ---------------- | ---------------------- | ---------------------- | ----- |
| 2001/2002 | Waldstadion, Frankfurt           | 23 maja 2002     | 1. FFC Frankfurt       | Umeå IK                | 2:0   |
| 2002/2003 | Gammliavallen, Umeå              | 9 czerwca 2003   | Umeå IK                | Fortuna Hjørring       | 4:1   |
| 2002/2003 | Hjørring Stadion, Hjørring       | 21 czerwca 2003  | Fortuna Hjørring       | Umeå IK                | 0:3   |
| 2003/2004 | Råsunda, Solna                   | 8 maja 2004      | Umeå IK                | 1. FFC Frankfurt       | 3:0   |
| 2003/2004 | Bornheimer Hang, Frankfurt       | 5 czerwca 2004   | 1. FFC Frankfurt       | Umeå IK                | 0:5   |
| 2004/2005 | Stadion Olimpijski, Sztokholm    | 3 maja 2005      | Djurgårdens IF Dam     | 1. FFC Turbine Potsdam | 0:2   |
| 2004/2005 | Karl-Liebknecht-Stadion, Poczdam | 21 maja 2005     | 1. FFC Turbine Potsdam | Djurgårdens IF Dam     | 3:1   |
| 2005/2006 | Karl-Liebknecht-Stadion, Poczdam | 20 maja 2006     | 1. FFC Turbine Potsdam | 1. FFC Frankfurt       | 0:4   |
| 2005/2006 | Bornheimer Hang, Frankfurt       | 27 maja 2006     | 1. FFC Frankfurt       | 1. FFC Turbine Potsdam | 3:2   |
| 2006/2007 | Gammliavallen, Umeå              | 21 kwietnia 2007 | Umeå IK                | Arsenal Ladies         | 0:1   |
| 2006/2007 | Meadow Park, Borehamwood         | 29 kwietnia 2007 | Arsenal Ladies         | Umeå IK                | 0:0   |
| 2007/2008 | Gammliavallen, Umeå              | 17 maja 2008     | Umeå IK                | 1. FFC Frankfurt       | 1:1   |
| 2007/2008 | Commerzbank-Arena, Frankfurt     | 24 maja 2008     | 1. FFC Frankfurt       | Umeå IK                | 3:2   |
| 2008/2009 | Stadion Centralny, Kazań         | 16 maja 2009     | Zwiezda-2005 Perm      | FCR 2001 Duisburg      | 0:6   |
| 2008/2009 | MSV Arena, Duisburg              | 22 maja 2009     | FCR 2001 Duisburg      | Zwiezda-2005 Perm      | 1:1   |

Finały Ligi Mistrzyń UEFA
| Sezon     | Data             | Miejsce                                 | Zwycięzca              | Finalista              | Wynik       |
| --------- | ---------------- | --------------------------------------- | ---------------------- | ---------------------- | ----------- |
| 2009/2010 | 20 maja 2010     | Coliseum Alfonso Pérez, Getafe          | 1. FFC Turbine Potsdam | Olympique Lyon         | 0:0, k. 7:6 |
| 2010/2011 | 26 maja 2011     | Craven Cottage, Londyn                  | Olympique Lyon         | 1. FFC Turbine Potsdam | 2:0         |
| 2011/2012 | 17 maja 2012     | Stadion Olimpijski, Monachium           | Olympique Lyon         | 1. FFC Frankfurt       | 2:0         |
| 2012/2013 | 23 maja 2013     | Stamford Bridge, Londyn                 | VfL Wolfsburg          | Olympique Lyon         | 1:0         |
| 2013/2014 | 22 maja 2014     | Estádio do Restelo, Lizbona             | VfL Wolfsburg          | Tyresö                 | 4:3         |
| 2014/2015 | 14 maja 2015     | Friedrich-Ludwig-Jahn-Sportpark, Berlin | 1. FFC Frankfurt       | Paris Saint-Germain    | 2:1         |
| 2015/2016 | 26 maja 2016     | Mapei Stadium, Reggio nell’Emilia       | Olympique Lyon         | VfL Wolfsburg          | 1:1, k 4:3  |
| 2016/2017 | 1 czerwca 2017   | Cardiff City Stadium, Cardiff           | Olympique Lyon         | Paris Saint-Germain    | 0:0, k 7:6  |
| 2017/2018 | 24 maja 2018     | Stadion Dynamo, Kijów                   | Olympique Lyon         | VfL Wolfsburg          | 4:1         |
| 2018/2019 | 18 maja 2019     | Groupama Aréna, Budapeszt               | Olympique Lyon         | FC Barcelona           | 4:1         |
| 2019/2020 | 30 sierpnia 2020 | Estadio Anoeta, San Sebastián           | Olympique Lyon         | VfL Wolfsburg          | 3:1         |
| 2020/2021 | 16 maja 2021     | Gamla Ullevi, Göteborg                  | FC Barcelona           | Chelsea                | 4:0         |
| 2021/2022 | 21 maja 2022     | Allianz Stadium, Turyn                  | Olympique Lyon         | FC Barcelona           | 3:1         |
| 2022/2023 | 3 czerwca 2023   | Philips Stadion, Eindhoven              | FC Barcelona           | VfL Wolfsburg          | 3:2         |
| 2023/2024 | 25 maja 2024     | San Mamés, Bilbao                       | FC Barcelona           | Olympique Lyon         | 2:0         |
| 2024/2025 | 24 maja 2025     | Estádio José Alvalade, Lizbona          | Arsenal Ladies         | FC Barcelona           | 1:0         |
| 2025/2026 | maj 2026         | Ullevaal Stadion, Oslo                  |                        |                        |             |

## Osiągnięcia według klubów
| Drużyna                | Zwycięzca | Finalista | Zwycięzca (lata)                               | Finalista (lata)       |
| ---------------------- | --------- | --------- | ---------------------------------------------- | ---------------------- |
| Olympique Lyon         | 8         | 3         | 2011, 2012, 2016, 2017, 2018, 2019, 2020, 2022 | 2010, 2013, 2024       |
| 1. FFC Frankfurt       | 4         | 2         | 2002, 2006, 2008, 2015                         | 2004                   |
| FC Barcelona           | 3         | 3         | 2021, 2023, 2024                               | 2019, 2022, 2025       |
| Umeå IK                | 2         | 3         | 2003, 2004                                     | 2002, 2007, 2008       |
| 1. FFC Turbine Potsdam | 2         | 2         | 2005, 2010                                     | 2006, 2011             |
| VfL Wolfsburg          | 2         | 4         | 2013, 2014                                     | 2016, 2018, 2020, 2023 |
| Arsenal Ladies         | 2         | 0         | 2007, 2025                                     | –                      |
| FCR 2001 Duisburg      | 1         | 0         | 2009                                           | –                      |
| Paris Saint-Germain    | 0         | 2         | –                                              | 2015, 2017             |
| Fortuna Hjørring       | 0         | 1         | –                                              | 2003                   |
| Djurgårdens IF Dam     | 0         | 1         | –                                              | 2005                   |
| Zwiezda-2005 Perm      | 0         | 1         | –                                              | 2009                   |
| Tyresö                 | 0         | 1         | –                                              | 2014                   |
| Chelsea                | 0         | 1         | –                                              | 2021                   |

## Osiągnięcia według państw
| Lp. | Kraj      | Liczba zwycięstw | Liczba finalistów |
| --- | --------- | ---------------- | ----------------- |
| 1.  | Niemcy    | 9                | 8                 |
| 2.  | Francja   | 8                | 5                 |
| 3.  | Hiszpania | 3                | 3                 |
| 4.  | Szwecja   | 2                | 5                 |
| 5.  | Anglia    | 2                | 1                 |
| 6.  | Dania     | 0                | 1                 |
| 6.  | Rosja     | 0                | 1                 |